# Happy Lesson
Happy Lesson és una comèdia manga, escrita per Sasaki Mutsumi i il·lustrada per Shinnosuke Mori, i publicada en Dengeki G's Magazine entre els mesos d'abril de 1999 i setembre de 2002, protagonitzada per un estudiant de secundària que és adoptat per cinc de les seues professores. S'ha adaptat a un OVA que consta de cinc capítols en 2001; un anime de tretze en 2002; una seqüela d'aquest, anomenada Happy Lesson Advance, en 2003; i una segona sèrie de OVAs anomenada Happy Lesson: The Final, en 2004. Estes sèries han sigut també adaptades a una sèrie de drama CDs i un joc de Dreamcast.

## Argument
L'argument d'Happy Lesson es basa en cinc professores que acaben vivint amb un orfe problemàtic i indiferent, i el seu curiós pla de convertir-se en les seues figures maternes en un esforç de convertir-li en un estudiant de profit. Per a assolir-lo, empren diferents mètodes, tals com experiments científics, purificació espiritual, entrenament físic. A tot açò s'uneix el fet que haurien d'amagar que totes viuen en la mateixa casa que el protagonista de certs ulls curiosos.